# نیکولای سیماتوک
نیکولای سیماتوک (انگلیسی: Nicolae Simatoc; ۱ مهٔ ۱۹۲۰ – ۲ دسامبر ۱۹۷۹) بازیکن سابق فوتبال اهل رومانی بود. او در پست مدافع بازی می‌کرد و بعد از آن مربی فوتبال بود.
وی همچنین در تیم ملی فوتبال رومانی بازی کرده‌است.